# Astragalus shevockii
Astragalus shevockii är en ärtväxtart som beskrevs av Rupert Charles Barneby. Astragalus shevockii ingår i släktet vedlar, och familjen ärtväxter. Inga underarter finns listade i Catalogue of Life.